# Oxelytrum cayennense
Espèce
Oxelytrum cayennense est une espèce d'insectes coléoptères de la famille des Silphidae.

## Description
Cette silphe mesure entre 13-19 mm de long. On retrouve trois crêtes sur chaque élytre, le disque pronotal est glabre et il ne possède qu'une petite protubérance dans la région humérale. Les élytres sont noirs. Les yeux sont proéminents et les antennes sont de type massue et segmentées en trois parties. Le pronotum est d'une couleur rouge orangé ou jaune uniforme et on y retrouve, en son centre, une tache foncée à l'allure quadrangulaire,.

## Écologie
Ces coléoptères charognards sont nocturnes. Ils sont généralement associés à la décomposition des carcasses d'animaux. Les adultes se nourrissent à la fois des tissus morts mais également des œufs et des asticots des mouches. Les larves d'O. cayennense sont strictement charognardes,.

## Répartition et habitat
Cette espèce se retrouve dans la plupart des pays de l'Amérique du Nord et dans le centre de l'Amérique du Sud (Bolivie, Brésil, Colombie, Équateur, la Guyane française, Pérou et le Venezuela). Elle vit dans les forêts tropicales.